# Costa Rica i olympiska sommarspelen 1984
Costa Rica deltog i de olympiska sommarspelen 1984 med en trupp bestående av 30 deltagare, men ingen av landets deltagare erövrade någon medalj.

## Fotboll
Herrar
Gruppspel
|            | Spelade | Vinster | Oavgjorda | Förluster | Gjorda mål | Insläppta mål | Poäng |
| ---------- | ------- | ------- | --------- | --------- | ---------- | ------------- | ----- |
| Italien    | 3       | 2       | 0         | 1         | 2          | 1             | 4     |
| Egypten    | 3       | 1       | 1         | 1         | 5          | 3             | 3     |
| USA        | 3       | 1       | 1         | 1         | 4          | 2             | 3     |
| Costa Rica | 3       | 1       | 0         | 2         | 2          | 7             | 2     |

## Friidrott
Herrarnas 100 meter
- Glen Abraham

Herrarnas 200 meter
- Glen Abraham

Herrarnas 5 000 meter
- Orlando Mora
  - Heat — 14:33,49 (→ gick inte vidare)

Herrarnas 10 000 meter
- Orlando Mora
  - Heat — 30:49,43 (→ gick inte vidare)

Herrarnas maraton
- Ronald Lanzoni — fullföljde inte (→ ingen placering)

## Judo
- Alvaro Sanabria Mora
- Andrés Sancho
- Condor Long
- Ronny Sanabria